# Senete
Senete is een dorp in het district Central in Botswana. De plaats telt 2440 inwoners (2011).